# گورگن آروستامیان
گورگن باگراتی آروستامیان (ارمنی: Գուրգեն Բագրատի Առուստամյան؛  زادهٔ ۱۹۱۴ - درگذشته تاریخ نامعلوم) کارشناس علوم پرورشی اهل ارمنستان بود.

## زندگی‌نامه
وی در ۱۹۱۴ در گتاتاغ به دنیا آمد و از دانشگاه دولتی علوم پرورشی خاچاطور آبوویان ارمنستان فارغ‌التحصیل گشت.  همچنین برندهٔ جوایزی همچون آموزگار شایسته ارمنستان شوروی (۱۹۵۴) نشان ستاره سرخ شده است. تاریخ درگذشت نامعلوم است